# Jeune prodige des échecs
Un jeune prodige des échecs est un enfant qui a une aptitude aux échecs exceptionnelle pour son âge ; il n'y a pas de seuil précis à ce degré d'aptitude, mais un jeune prodige est capable de battre des joueurs expérimentés, en particulier des joueurs adultes ayant obtenu un des titres de la Fédération internationale des échecs. 
Cette précocité d'apprentissage n'implique pas que tous les enfants prodiges finissent par mener une carrière professionnelle ou obtenir un titre officiel : ils n'atteignent pas tous le haut niveau à l'adolescence et l'âge adulte. Inversement, on compte beaucoup d'enfants prodiges parmi les champions.
Comme pour d'autres cas de mineurs décrits comme « prodiges », ils peuvent faire l'objet d'une exploitation commerciale abusive de la part de leurs parents, leur club,  leur fédération et l'industrie des médias ; ce risque a augmenté au XXe siècle avec la facilitation de la mobilité internationale liée à la diminution du coût et l'amélioration de la rapidité et la qualité des transports, puis avec la globalisation des médias, et encore plus au XXIe siècle avec l'exploitation de l'image de ces enfants à travers les moyens de communication numérique, comme les vidéos en ligne.

## Avant la création du titre de grand maître international

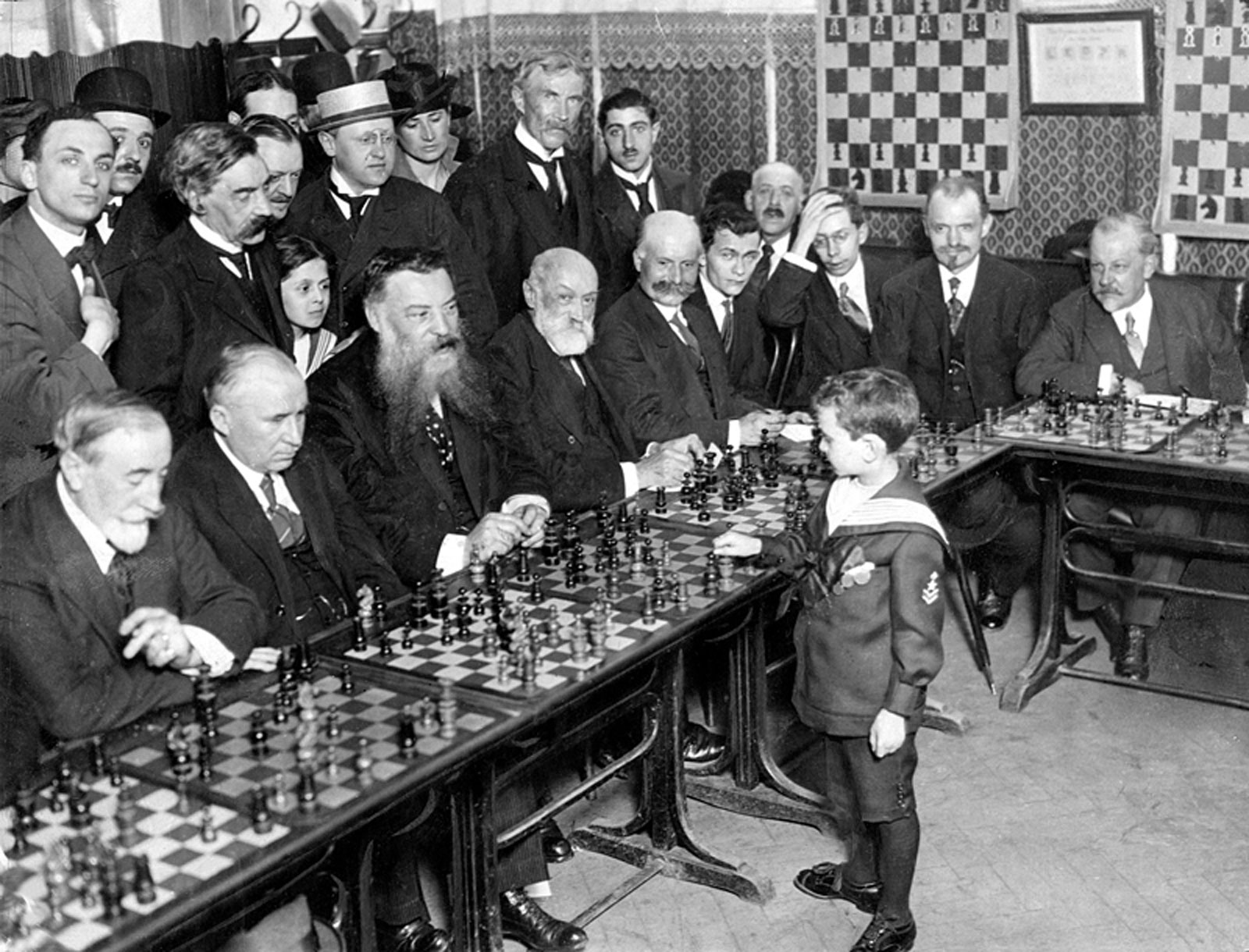
Le jeune Samuel Reshevsky donnant, à 8 ans, une simultanée en France.

Paul Morphy était déjà considéré comme l’un des plus forts joueurs de La Nouvelle-Orléans à l'âge de neuf ans. José Raúl Capablanca battit en match le champion de Cuba à l'âge de treize ans. Samuel Reshevsky donnait des simultanées à huit ans et Arturo Pomar participa au championnat d'Espagne à l'âge de dix ans.

## Victoires précoces contre un grand maître international
Le 18 février 2024, Ashwath Kaushik, joueur de Singapour âgé alors de 8 ans, 6 mois et 11 jours, devient le plus jeune joueur à vaincre un grand maître international aux échecs en partie officielle en cadence classique, en battant le Polonais Jacek Stopa (en), qui avait alors 37 ans.
Auparavant, ce record de précocité a notamment été détenu en 2024 par le Serbe Leonid Ivanovic (à 8 ans, 11 mois et 7 jours) et en 2021 par l'Américain Awonder Liang (à 9 ans, 3 mois et 20 jours).

## Grands maîtres internationaux précoces
Un des critères les plus souvent utilisés pour qualifier un jeune joueur de prodige est, depuis la création en 1950 du titre de grand maître international, l'âge auquel ce titre est obtenu.

### Records de précocité
Le tableau ci-dessous cite les joueurs ayant réalisé un record de précocité dans l'obtention du titre de GMI.
Le pays indiqué désigne la fédération que le joueur représentait quand il a obtenu le titre (Kariakine a pris la nationalité russe en juillet 2009 et représente depuis cette date la Russie).
| Année | Joueur            | né en | Fédération       | Age d'obtention du titre de grand maître international | Résultat lors des championnats du monde                                                          |
| ----- | ----------------- | ----- | ---------------- | ------------------------------------------------------ | ------------------------------------------------------------------------------------------------ |
| 1950  | David Bronstein   | 1924  | Union soviétique | 26 ans                                                 | Vice-champion du monde (1951)                                                                    |
| 1952  | Tigran Petrossian | 1929  | Union soviétique | 23 ans                                                 | Champion du monde (1963 et 1966)                                                                 |
| 1955  | Boris Spassky     | 1937  | Union soviétique | 18 ans                                                 | Champion du monde (1969)                                                                         |
| 1958  | Bobby Fischer     | 1943  | États-Unis       | 15 ans, 6 mois                                         | Champion du monde (1972)                                                                         |
| 1991  | Judit Polgár      | 1976  | Hongrie          | 15 ans, 4 mois, 28 jours                               | 8e du championnat du monde 2005                                                                  |
| 1994  | Péter Lékó        | 1979  | Hongrie          | 14 ans, 4 mois, 22 jours                               | Vice-champion du monde (2004)                                                                    |
| 1997  | Étienne Bacrot    | 1983  | France           | 14 ans, 2 mois                                         | Troisième de la Coupe du monde d'échecs 2005, Bacrot participa au tournoi des candidats de 2007. |
| 1997  | Ruslan Ponomariov | 1983  | Ukraine          | 14 ans, 0 mois, 17 jours                               | Champion du monde FIDE (2002)                                                                    |
| 1999  | Bu Xiangzhi       | 1985  | Chine            | 13 ans, 10 mois, 13 jours                              |                                                                                                  |
| 2002  | Sergueï Kariakine | 1990  | Ukraine          | 12 ans, 7 mois                                         | Vice-champion du monde (2016)                                                                    |
| 2021  | Abhimanyu Mishra  | 2009  | États-Unis       | 12 ans, 4 mois                                         |                                                                                                  |

### Grands maîtres internationaux avant quinze ans et demi
Voici la liste des joueurs qui ont obtenu le titre de grand maître le plus précocement,, en prenant pour référence le record établi par Bobby Fischer en 1958 (quinze ans et demi). 
La date d'obtention de la dernière norme de grand maître est en général différente de celle où la Fédération internationale des échecs valide et décerne officiellement le titre de grand maître au joueur. Par exemple, Sergueï Kariakine a obtenu sa dernière norme de grand maître en août 2002, mais le titre ne lui a été décerné officiellement qu'en 2003.
Le pays indiqué désigne la fédération que le joueur représentait quand il a obtenu le titre (Kariakine a pris la nationalité russe en juillet 2009 et représente depuis cette date la Russie).
| -  | Joueur                    | Fédération (lors de l'obtention du titre) | Né en   | GM en   | Âge (dernière norme avec Elo de 2 500) | Record |
| -- | ------------------------- | ----------------------------------------- | ------- | ------- | -------------------------------------- | ------ |
| 1  | Abhimanyu Mishra          | États-Unis                                | 2009.02 | 2021.07 | 12 ans 04 mois                         | R      |
| 2  | Sergueï Kariakine         | Ukraine (en 2003)                         | 1990.01 | 2002.08 | 12 ans 07 mois                         | R      |
| 3  | Dommaraju Gukesh          | Inde                                      | 2006.05 | 2019.01 | 12 ans 07 mois 17 jours                |        |
| 4  | Yağız Kaan Erdoğmuş       | Turquie                                   | 2011.06 | 2024.04 | 12 ans 9 mois 29 jours                 |        |
| 5  | Javokhir Sindarov         | Ouzbékistan                               | 2005.12 | 2018.10 | 12 ans 10 mois 05 jours                |        |
| 6  | Rameshbabu Praggnanandhaa | Inde                                      | 2005.08 | 2018.06 | 12 ans 10 mois 14 jours                |        |
| 7  | Nodirbek Abdusattorov     | Ouzbékistan                               | 2004.09 | 2017.10 | 13 ans 01 mois 11 jours                |        |
| 8  | Parimarjan Negi,          | Inde                                      | 1993.02 | 2006.07 | 13 ans 04 mois 22 jours                |        |
| 9  | Magnus Carlsen            | Norvège                                   | 1990.11 | 2004.04 | 13 ans 04 mois 27 jours                |        |
| 10 | Wei Yi                    | Chine                                     | 1999    | 2013    | 13 ans 08 mois 24 jours                |        |
|    | Raunak Sadhwani           | Inde                                      | 2005.12 | 2019.10 | 13 ans 09 mois 28 jours                |        |
|    | Bu Xiangzhi,              | Chine                                     | 1985.12 | 1999.10 | 13 ans 10 mois 13 jours                | R      |
|    | Samuel Sevian             | États-Unis                                | 2000.12 | 2014    | 13 ans 10 mois 26 jours                |        |
|    | Richárd Rapport           | Hongrie                                   | 1996.03 | 2010.03 | 13 ans 11 mois 6 jours                 |        |
|    | Marc Andria Maurizzi      | France                                    | 2007.05 | 2021.05 | 14 ans 0 mois 05 jours                 |        |
|    | Teimour Radjabov          | Azerbaïdjan                               | 1987.03 | 2001.03 | 14 ans 0 mois 14 jours                 |        |
|    | Ruslan Ponomariov         | Ukraine                                   | 1983.10 | 1997.10 | 14 ans 0 mois 17 jours                 | R      |
|    | Nihal Sarin               | Inde                                      | 2004.07 | 2018.08 | 14 ans 01 mois 1 jour                  |        |
|    | Awonder Liang,            | États-Unis                                | 2003.04 | 2017.05 | 14 ans 01 mois 20 jours                |        |
|    | Wesley So                 | Philippines (en 2007)                     | 1993.10 | 2007    | 14 ans 01 mois 28 jours                |        |
|    | Étienne Bacrot            | France                                    | 1983.01 | 1997.03 | 14 ans 02 mois                         | R      |
|    | Illia Nyjnyk              | Ukraine                                   | 1996.09 | 2010.12 | 14 ans 03 mois 2 jours                 |        |
|    | Maxime Vachier-Lagrave    | France                                    | 1990.10 | 2005    | 14 ans 04 mois 06 jours                |        |
|    | Péter Lékó                | Hongrie                                   | 1979.09 | 1994    | 14 ans 04 mois 22 jours                | R      |
|    | Jorge Cori,               | Pérou                                     | 1995    | 2009    | 14 ans 05 mois 15 jours                |        |
|    | Hou Yifan                 | Chine                                     | 1994.02 | 2008.08 | 14 ans 06 mois 2 jours                 |        |
|    | Jeffery Xiong             | États-Unis                                | 2000.10 | 2015    | 14 ans 06 mois 25 jours                |        |
|    | Anish Giri                | Pays-Bas                                  | 1994.06 | 2009.01 | 14 ans 07 mois 02 jours                |        |
|    | Youriï Kouzoubov          | Ukraine                                   | 1990.01 | 2004.08 | 14 ans 07 mois 12 jours                |        |
|    | Bogdan-Daniel Deac        | Roumanie                                  | 2001.10 | 2016.06 | 14 ans 07 mois 27 jours                |        |
|    | Dariusz Świercz           | Pologne                                   | 1994.05 | 2009    | 14 ans 07 mois 29 jours                |        |
|    | Alireza Firouzja          | Iran                                      | 2003.06 | 2018    | 14 ans 08 mois 02 jours                |        |
|    | Aryan Chopra              | Inde                                      | 2001.12 | 2016.09 | 14 ans 09 mois 03 jours                |        |
|    | Aravindh Chithambaram     | Inde                                      | 1999.11 | 2014.08 | 14 ans 09 mois 14 jours                |        |
|    | Leon Luke Mendonca        | Inde                                      | 2006.03 | 2020.12 | 14 ans 09 mois 17 jours                |        |
|    | Kirill Chevtchenko        | Ukraine                                   | 2002.09 | 2017    | 14 ans 09 mois 23 jours                |        |
|    | Nguyễn Ngọc Trường Sơn    | Vietnam                                   | 1990.02 | 2004.12 | 14 ans 10 mois                         |        |
|    | Vincent Keymer            | Allemagne                                 | 2004.11 | 2019.10 | 14 ans 11 mois 04 jours                |        |
|    | Arjun Erigaisi            | Inde                                      | 2003.09 | 2017.08 | 14 ans 11 mois 13 jours                |        |
|    | Daniil Doubov             | Russie                                    | 1996.04 | 2011.04 | 14 ans 11 mois 14 jours                |        |
|    | Ray Robson,               | États-Unis                                | 1994.10 | 2009.10 | 14 ans 11 mois 16 jours                |        |
|    | Fabiano Caruana           | Italie (en 2007)                          | 1992    | 2007    | 14 ans 11 mois 20 jours                |        |
|    | Samvel Ter-Sahakian       | Arménie                                   | 1993.09 | 2007    | 14 ans 11 mois 23 jours                |        |
|    | Jan-Krzysztof Duda        | Pologne                                   | 1998    | 2013    | 15 ans 0 mois 21 jours                 |        |
|    | Andriï Volokitine         | Ukraine                                   | 1986.06 | 2001.07 | 15 ans 0 mois 22 jours                 |        |
|    | Yu Yangyi                 | Chine                                     | 1994.06 | 2009.07 | 15 ans 0 mois 23 jours                 |        |
|    | Ruifeng Li                | États-Unis                                | 2001.09 | 2016.11 | 15 ans 0 mois 26 jours                 |        |
|    | Humpy Koneru              | Inde                                      | 1987.03 | 2002.05 | 15 ans 1 mois 27 jours                 |        |
|    | Hikaru Nakamura           | États-Unis                                | 1987.12 | 2003.02 | 15 ans 2 mois 19 jours                 |        |
|    | Suri Vaibhav              | Inde                                      | 1997    | 2012    | 15 ans 2 mois 21 jours                 |        |
|    | Pentala Harikrishna       | Inde                                      | 1986.05 | 2001.08 | 15 ans 3 mois 05 jours                 |        |
|    | Lê Quang Liêm             | Vietnam                                   | 1991    | 2006    | 15 ans 3 mois 17 jours                 |        |
|    | Yaroslav Jereboukh        | Ukraine (en 2008)                         | 1993.07 | 2008    | 15 ans 3 mois 18 jours                 |        |
|    | Jonas Bjerre              | Danemark                                  | 2004.06 | 2019.10 | 15 ans 3 mois 24 jours                 |        |
|    | Judit Polgár              | Hongrie                                   | 1976.07 | 1991.12 | 15 ans 4 mois 28 jours                 | R      |
|    | Alejandro Ramírez         | Costa Rica (en 2003)                      | 1988.06 | 2003.12 | 15 ans 5 mois 14 jours                 |        |
|    | Arkadij Naiditsch         | Allemagne (en 2001)                       | 1985.10 | 2001.04 | 15 ans 5 mois 15?? jours               |        |
|    | Bobby Fischer             | États-Unis                                | 1943    | 1958    | 15 ans 6 mois                          | R      |

La lettre «  R  » indique que le joueur a détenu le record mondial de précocité dans l'obtention du titre

## Joueuses précoces
Liste des joueuses ayant obtenu le titre de GMI (il s'agit du titre de grand-maître mixte, pas celui de grand-maître féminin) le plus précocement :
| Année | Nom                  | Pays             | Age                |
| ----- | -------------------- | ---------------- | ------------------ |
| 1978  | Nona Gaprindashvili  | Union soviétique | 37 ans             |
| 1984  | Maia Tchibourdanidzé | Union soviétique | 23 ans             |
| 1991  | Susan Polgar         | Hongrie          | 21 ans             |
| 1991  | Judit Polgár         | Hongrie          | 15 ans, 4 mois     |
| 2002  | Humpy Koneru         | Inde             | 15 ans 1 mois      |
| 2008  | Hou Yifan            | Chine            | 14 ans, 6 mois[46] |